# Conwyi vár
Conwy vára (korábbi nevén Conway) egyike a legimpozánsabb középkori erődítményeknek az Egyesült Királyság területén. A névadó folyó torkolatának nyugati partján fekszik Észak-Walesben. I. Eduárd angol király építtette miután 1283–1289 közötti hadjáratában meghódította a vidéket. A következő évszázadok során fontos szerepet játszott az angol-walesi háborúkban: 1294–95-ben ellenállt Madog ap Llywelyn ostromának, majd 1399-ben rövid ideig II. Richárd itt talált menedékre, 1401-ben pedig rövid ideig Owain Glyndŵr walesi csapatai foglalták el. Az angol polgárháború kitörése után I. Károlyhoz hű csapatok ellenőrizték, de végül 1646-ban a parlament-pártiak elfoglalták. A várat ezt követően leszerelték. A romos épületkomplexum iránti érdeklődés a 18–19. században lendült fel, számos festő és író örökítette meg. A 20. század második felében jelentős régészeti és újjáépítési munkálatokat végeztek, így napjainkban Wales egyik leglátogatottabb turisztikai látványossága. A két udvarra osztott, nyolc zömök bástya által védett vár érdekessége, hogy itt láthatók Nagy-Britannia első kőből épült lőréses gyilokjárói, valamint itt maradtak fenn a legépebb középkori királyi lakosztályok. 1986 óta a vár három másik várral együtt (Caernarfon, Beaumaris és Harlech) a világörökség része I. Eduárd király várai és városfalai Gwynedd grófságban gyűjtőnéven.

## Fekvése
A vár, valamint Conwy falakkal körülvett óvárosa a Conwy folyó torkolatának nyugati partján fekszik Észak-Walesben. A vár egy sziklaszirten épült, míg a város a folyó partján terül el. A vár fala mellett áll Nagy-Britannia legkisebb háza.

## Története

### A vár építése előtt
Bár a vár építése konkrét eseményhez és dátumhoz kötődik – a Llywelyn ap Gruffudd walesi herceget 1283-ban legyőző I. Eduárd angol király kérésére épült, az előzmények sokkal bonyolultabbak, és maga a terület már korábban is fontos szerepet játszott ezek alakulásában. A gwyneddi hercegek és az angol királyok konfliktusa János illetve III. Henrik uralkodásának idejére vezethető vissza. Llywelyn ap Iorwerth befolyással volt Wales legnagyobb része felett, s noha házassága révén – János törvénytelen lányát, Johannát vette feleségül – az angol király rokona is volt, viszonyuk mégis rossz volt, és nyílt háborúba torkollott. Sem Jánosnak, sem utódjának, III. Henriknek nem sikerült megtörnie a gwyneddi hercegek hatalmát. Llywelyn főhadiszállása a 11. századi normann vár, Deganwy volt, amely a Conwy folyó keleti partjának szikláin magasodott (ennek maradványai ma is láthatók).
1240-ben, Llywelyn halála után III. Henrik megpróbálta mihamarabb kiaknázni a herceg fiai között felizzott örökösödési vitát. Dafydd ap Llywelyn elfogatta és Criccieth várába záratta idősebb, ám törvénytelen kapcsolatból származó testvérét, Gruffydd ap Llywelyn Fawrt, ezzel próbálva megerősíteni hatalmát. 1241-ben, egy gyors észak-walesi betörés során, III. Henrik Gruffydd pártjára állt. Dafydd seregeinek legyőzése után a békéért cserébe az angol király Gruffyddot magával vitte Londonba és a Towerbe záratta, ahol később, 1244-ben egy sikertelen szökési kísérlet során szörnyet halt. Az angol támadások hírére Dafydd megparancsolta Deganwy várának lerombolását, megakadályozva a stratégiailag fontos erődítmény angol kézre való jutását. 1245-ben III. Henrik ismét Wales ellen vonult, és döntő vereséget mért Dafydd seregeire. Röviddel a béke megkötése után, 1246-ban Dafydd elhunyt. Halála után III. Henrik újjáépíttette Deganwy várát, amely így Wales legerősebb királyi erődjévé vált. A vár alatt egy kisváros is létrejött, mintegy megelőlegezve mindazt, ami a későbbiekben a Conwy folyó szemközti oldalán történik majd.
Llywelyn ab Iorwerth unokájának, Llywelyn ap Gruffuddnak hatalomra kerülésével a walesiek szerencséje megfordult, és 1263-ban sikerült kiéheztetniük a vár őrségét, így elfoglalták az angol király legjelentősebb walesi központját. Négy évvel később III. Henrik elismerte Llywelynt Wales hercegeként. 1272-ben, I. Eduárd trónra kerülésével az angol-walesi viszály újabb fordulópontjához érkezett. A walesi herceg megtagadta a nyilvános hódolatot az angol király előtt, ami az 1276-77-es háború kirobbanásához vezetett, amely ugyan angol győzelemmel végződött, végső soron nem törte meg a herceg hatalmát. A békéért cserébe az angolok megkapták többek között a Conwy folyótól keletre fekvő területeket, amelyeken a leggyorsabb idő alatt felhúzták Builth, Aberystwyth, Rhuddlan és Flint várait.

### Az 1282-83-as háború

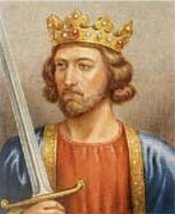
I. Eduárd angol király

Eduárd második walesi hadjárata már sokkal sikeresebb volt. Kirobbanását az angolok által bevezetett kemény törvények okozták, amelyek ellen a helyi lakosság rövid idő alatt fellázadt. A háború kirobbanásának pillanata tulajdonképpen Hawarden angol őrségének meggyilkolása volt, Llywelyn öccsének Dafydd ap Gruffudd parancsára. Llywelyn válaszút előtt állt: vagy behódol az angol koronának, vagy pedig öccsét és népét támogatja. Ez utóbbi mellett döntve kirobbantott egy egész Walesre kiterjedő felkelést. Az angol király válasza – okulva az 1277-es eseményekből – sokkal határozottabb és erőteljesebb volt. Ugyan 1282 őszéig az angol előrenyomulás lassú volt, viszont Llywelyn halála után, a builth-i csatában az angolok erőre kaptak, és 1283 tavaszán elfoglalták Aberconwy ciszterci apátságát (a mai város területén állt), majd rövid időn belül Dolwyddelan várát, így ellenőrzésük alá vonták az egész Conwy folyó völgyét.
Eduárd csapatai ellenőrzésük alá vonták a folyó nyugati partját is, ahol kialakították főhadiszállásukat a Snowdonia területéről betörő walesiekkel szemben. A korabeli források tanúsága szerint Eduárd már ekkor eldöntötte egy új vár, valamint egy város építését. Ugyancsak a korabeli források utalnak rá, hogy az elnevezést illetően a király az első perctől fogva a Conwy nevet támogatta, a felégetett Aberconwy apátság után. A király rövid ideig itt tartózkodott, és elrendelte az apátság minél előbbi újjáépítését a seregeinek kiszolgálása céljából. Ezzel párhuzamosan megindult az új vár építése is. Az apátság egy évvel később már készen állt, s itt fogadta az angol király a behódoló walesieket, akik felajánlották neki a walesi hercegek legértékesebb relikviáját, a Croes Naid-et, a Szent Kereszt egy darabját. 1283. június 22-én a király emberei elfogták Dafydd herceget, akit Londonba hurcoltak, és a Towerben kivégeztek. 1284-ben az újonnan megszerzett észak-walesi területeket három grófságra osztották: Anglesey, Merioneth és Caernarfon. A király helytartója ez utóbbi várában székelt, bár a korabeli dokumentumok szerint a király Aberconwyt tervezte újonnan szerzett területeinek központjául.
A vár építésének története a korabeli viszonyokhoz képest jól dokumentált, bár bizonyos időszakokból hiányoznak feljegyzések. Ezekből tudjuk, hogy az építkezést Sir John de Bonvillars, Harlech várának későbbi kapitánya felügyelte, illetve a főépítő James of St George volt, aki a király összes észak-walesi várának építtetője is volt egyben. Ugyancsak tudni, hogy az építkezésen rengeteg külföldi mesterember dolgozott, elsősorban Eduárd rokonai által ellenőrzött területekről, így Savoyából, Itáliából és Svájcból. A király a savoyai származású William de Cicont tette meg 1284-ben a vár első kapitányának. A vár építésén jeles korabeli angol mesteremberek is dolgoztak. Az épület rendkívül gyors tempóban épült, 1284-re már álltak a falak és az őrtornyok, és 1286-ban már a befejező munkálatoknál tartottak. A befejezés 1286-87-re tehető, bár ebből az időszakból nem maradtak fenn dokumentumok. I. Eduárd mindössze egyszer tartózkodott a várban, 1294. decembere és 1295. január vége között, miközben megpróbálta leverni Madog ap Llywelyn felkelését. 1295. február 2-án Conwy várában fogadta a király Robert Winchelseyt az újonnan kinevezett canterburyi érseket. A következő királyi látogatója 1301. április-májusában volt II. Eduárd személyében, aki itt fogadta hódolóit Wales hercegeként szülővárosa, Caernarfon helyett, amelynek vára még befejezetlenül állt.

### A 14. században

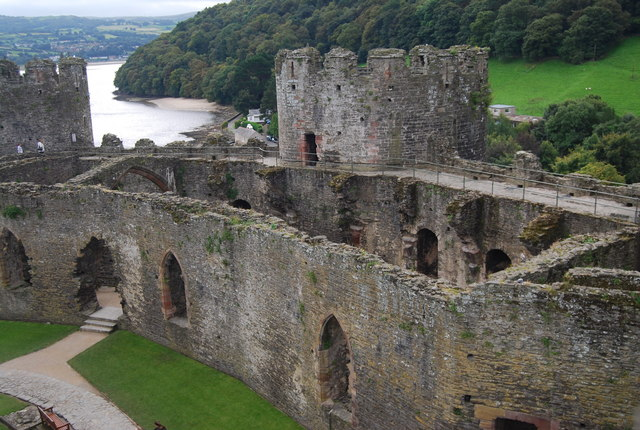
A nagy csarnok romjai

II. Eduárd uralkodása idején a várat, a többi észak-walesihez hasonlóan elhanyagolták, és a rossz karbantartás miatt előjöttek az építkezés hibái is, többek között a gyenge tetőszerkezet. Ugyanakkor a fegyvertár nagy része is tönkrement, például csak minden harmadik számszeríj volt használható állapotban. Egy 1330-as évekből származó feljegyzés szerint egyetlen észak-walesi vár sem állt készen a király és udvartartása fogadására. Egy 1376-ban készült felmérés szerint a vár tartalékainak jelentős része romlott állapotban volt, a fegyverek nagy része használhatatlan volt, sőt jelentős mennyiségű lopás is történt illetve a belső építmények nagy része is romos állapotban volt. Eduárd walesi herceg (a fekete herceg) idején megpróbálták használható állapotba hozni. A herceg kamarása, Sir John of Weston 1346–1347-ben rendelte el a felújítást, elsősorban a nagy csarnok és külső udvar rendbehozatalát. A korabeli dokumentumok szerint Chesterből hozattak homokkövet a munkálatokhoz. Valószínű azonban, hogy a helyreállítási munkálatok a vár többi részére is kiterjedtek, mivel az épület más részén is láthatók ebből az időszakból származó építészeti elemek. A 14. század végéről nagyon kevés dokumentum maradt fenn, s valószínűleg az 1390-es években a várat ismét elhanyagolták, hiszen a korabeli bejegyzések szinte kizárólag csak javítanivalókról szólnak. Ennek ellenére 1399-ben II. Richárd és udvara ide menekült Henry Bolingbroke, Lancaster hercege elől. Jean Creton krónikás feljegyzései szerint az angol királyt egykori támogatója, Northumberland earl-je árulta el. A királyt elfogták és Conwyból Pontefract várába vitték, ahol egyes források szerint halálra éheztették, mások szerint pedig 1400. február 3-án egy csapat fegyveres tört rá és gyilkolta meg.

### Az 1400-as felkelés
A politikai helyzet II. Richárd halála után is kiélezett volt. 1400 szeptemberében Owain Glyndŵrt kinevezték walesi hercegnek, ami határvitákat eredményezett Angliával szemben. A walesiek angol uralom elleni sérelmei gyorsan a felszínre törtek, és lázadás tört ki, egy önálló Walesi Hercegség létrehozása érdekében. Noha az angol király seregei mindössze öt nap alatt leverték a felkelőket, sokaknak közülük megbocsátottak, a felkelést teljesen nem sikerült felszámolniuk. 1401. április 1-jén Glyndŵr unokatestvérei, Gwilym és Rhys ap Tudur rajtaütésszerűen elfoglalták Conwy várát egy helyi ács árulásának köszönhetően. A várat három hónapig tartották, végül szabad elvonulás fejében visszaadták az angoloknak. Mindeközben a walesiek kifosztották Conwy városát, akinek lakosai V. Henrik angol királyhoz fordultak kárpótlásért. A vár további sorsáról a rózsák háborúja idejéből származik feljegyzés, amikor ismét felújították és megerősítették.	

### A Tudorok és a Stuartok idején

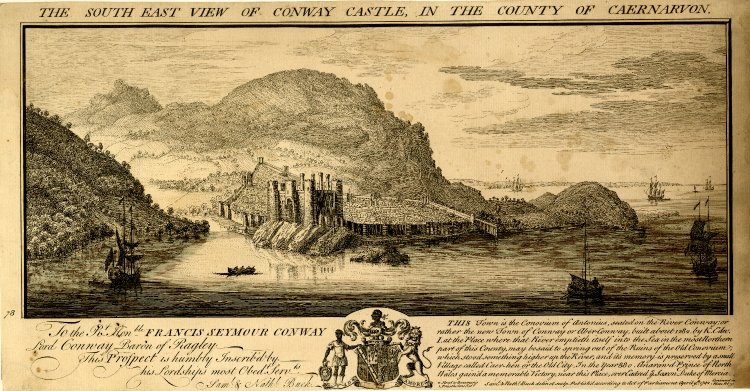
Conwy vára 1742-ben

A vár történetéről a következő évszázadokból kevés feljegyzés maradt fenn. Az 1520-as és 30-as években VIII. Henrik parancsára felújították és megerősítették falait. Ebben az időszakban elsősorban fegyverraktárként és börtönként használták, de a király parancsára a lakosztályokat is újradekorálták, ami arra utal, hogy a király valamilyen adminisztratív szerepet szánt a várnak, valószínűleg a walesi hercegek székhelyének szánta, vagy törvénytelen fiának, Richmond hercegének, de talán valószínűbb, hogy a walesi és határvidéki tanács székhelyének, amely itt gyűlésezett 1541-ben.
Tekintve, hogy a várak távol estek a politikai központoktól, és az angol uralkodók már walesi felmenőkkel is büszkélkedtek, a hatalmas észak-walesi várak gyorsan jelentőségüket veszítették. Conwy vára végül 1627-ben került ki a királyi tulajdonból. Két évvel I. Károly trónralépése után Eduárd, Conway I. bárója, a király akkori külügyminisztere megvásárolta a várat, és megkapta a Conway vikomtja címet. Az ár szimbolikus volt, mindössze száz font, hiszen a vár ekkor már nagyon romos, lakhatatlan, használhatatlan állapotban volt. Úgy báró, mint utódja fia, alábecsülték a helyreállítás költségeit, így a vár továbbra is lakhatatlan maradt.

### John Williams érsek és a polgárháború
A vár felújítása Conwy szülöttjének, John Williams yorki érsek nevéhez fűződik. Williams 1642-ben, hatvanéves korában tért vissza szülővárosába, mindössze egy évvel érsekké szentelése után. Mivel meggyőződéses királypárti volt, határozottan kiállt a vár védelme érdekében az írországi támogatást élvező parlamentpártiakkal szemben. 1643-ban a király levélben köszönte meg fáradozásait a vár helyrehozatalát illetően. Az érsek saját pénzéből fedezte az építkezést, de ígéretet kapott a királytól, hogy a befektetett pénzét visszakapja. Ugyanakkor a király megígérte, hogy nem nevez ki várkapitányt Williams jóváhagyása nélkül. 1645-ben nagy meglepetésére a király Sir John Owent nevezte ki Conwy várkapitányának, akivel az érsek hamar összetűzésbe került, és akinek emberei kifosztották a várat. A csalódott Williams ekkor a parlamentpártiakhoz csatlakozott, és Thomas Mytton tábornok csapatainak segítségével megostromolta a várat. Noha a várost sikerült elfoglalnia, a vár még három hónapig a király embereinek felügyelete alatt maradt.

### Leszerelése és modern kori története

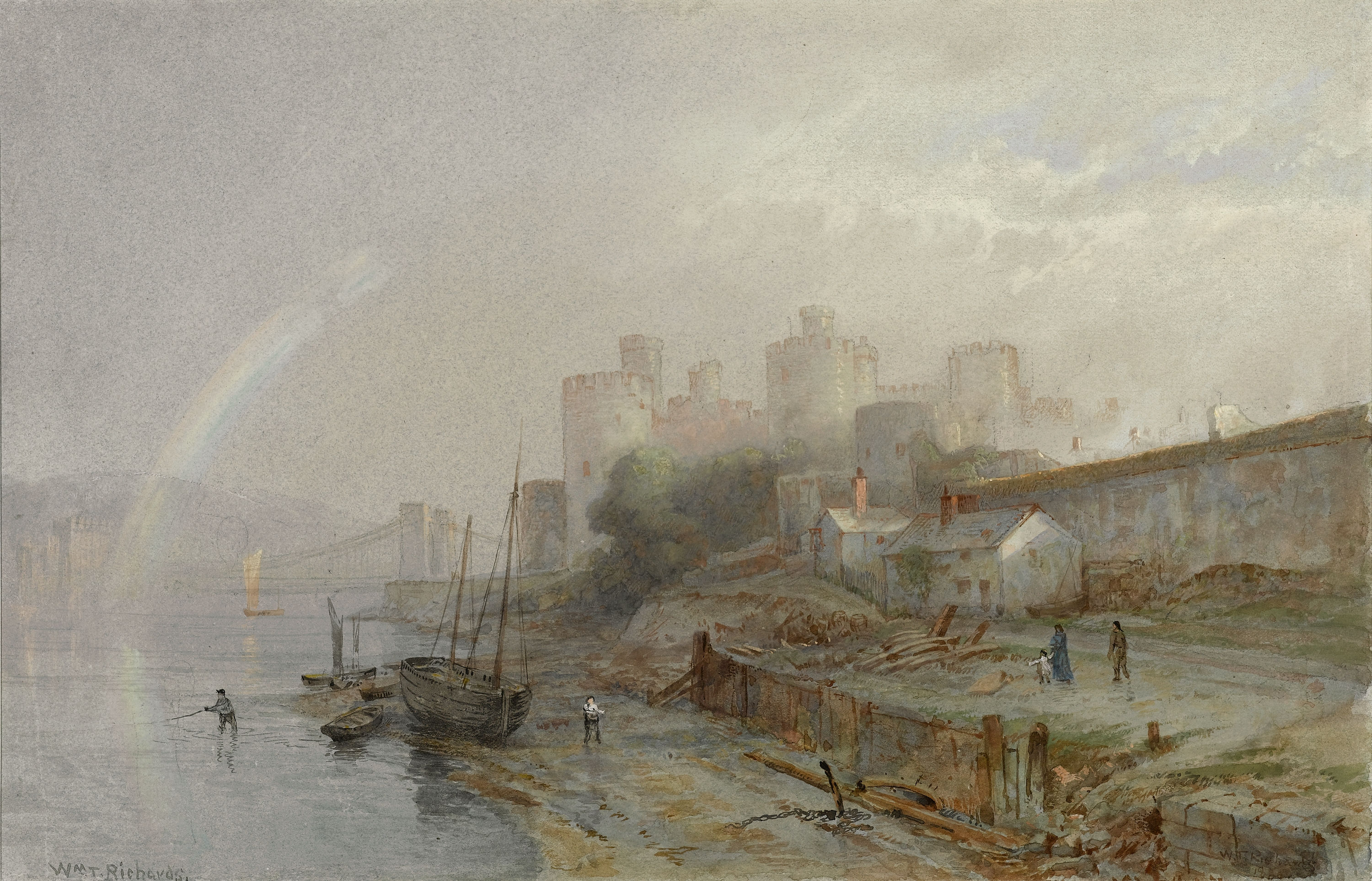
William Trost Richards festménye 1880-ból

A viszályok lecsillapodtak, és a szembenálló felek kiegyeztek, az általános vélemény az volt, hogy Conwy várát mihamarabb helyre kell állítani, hiszen továbbra is használható volt tüzérségi raktárként és börtönként. Ennek ellenére 1655-ben az államtanács a vár mihamarabbi leszerelése mellett döntött, akárcsak más észak-walesi erődítmények esetében. A királyság visszaállítása után, 1660-ban a vár Conway III. bárójának tulajdonába került vissza, aki 1665-ben elrendelte a vár vas- és ólomelemeinek szétszerelését, ezzel végleg megpecsételve annak sorsát. Ezt követően a vár végleg lakatlanná vált.
A romos vár viszont hamarosan felkeltette az utazók és a művészek érdeklődését, akik egyre nagyobb számban keresték fel. Francis Grose és Thomas Pennant is jelentős leírásokat készített róla, és nagyjából ebből az időszakból (18. század) származnak az egyes épületrészek elnevezései is. A várról többen is készítettek festményeket: Paul Sandby, Moses Griffith, Julius Caesar Ibbetson és William Turner.
A vár környéke a következő században jelentősen megváltozott: 1826-ban a vár tövében megépült Thomas Telford függőhídja, áttörték a falakat utat engedve a város terjeszkedésének, majd 1848-ban megépült Robert Stephenson vasúti hídja is a vár déli fala alatt. A várat akkori tulajdonosa, Hertford márkija 1865-ben átadta a városnak és ezzel I. Eduárd kívánságának megfelelően a vár és a város egyetlen tulajdonosé lett. A 19. század második felében a fellendülő turizmus megkövetelte alapos helyreállítási munkálatok elvégzését.
A legjelentősebb felújítási munkálatokat azonban 1953-tól kezdődően végezték el Arnold Taylor vezetése alatt, aki többek között elérte a vár körül felépített, tájidegen épületek lebontását is. Ugyancsak Taylor közbenjárásának köszönhetően terelték el az észak-walesi forgalmat lebonyolító főutat a vár tövéből. A helyreállítási munkálatok elismerése 1986-ban következett be, amikor az UNESCO a Világörökség részévé nyilvánította, Észak-Wales más váraival együtt.

## Leírása

### A vár külsője
A conwyi vár egyike Nagy-Britannia, talán egész Európa legimpozánsabb erődítményeinek. Alaprajza szögletes, hosszú oldalain négy-négy hatalmas torony emelkedik. A déli várfal kissé kitüremkedik és meggörbül a terepi viszonyok miatt. A folyóra néző tornyokon kis kerek tornyocskák találhatók, amiket valószínűleg zászlótartók elhelyezése miatt építettek, mert hadászati szempontból nem magyarázható jelenlétük. Ugyanakkor a falakon és tornyokon található nyílások alapján már következtetni lehet a mögöttük levő helységek funkcióira: a szűk, vasrácsos nyílások mögött börtöncellák, raktárhelyiségek voltak, míg a nagyobb nyílások szellősebb, világosabb helyiségekre utalnak, akár királyi lakosztályokra, akár hivatalokra.
A mindennapok gyakorlatiasságára utal a számos árnyékszék kivezető nyílás is. Mivel ezek voltak a vár legsebezhetőbb pontjai, falazott burkolattal védték őket. A tornyok oldalában jól láthatók az egykori zsalugerendák tartólyukai. Ez az építkezési megoldás elsősorban a kontinentális Európára volt jellemző, s valószínűleg a vár építéséhez alkalmazott savoyai mesterek ötlete volt. Ugyancsak külföldi mesterek jelenlétére utal, hogy a tornyokra és a bástyára csúcsdíszek kerültek. Amire viszont nincs tulajdonképpeni magyarázat, a bástyák gyilokjárói alatti szögletes nyílások. A legegyszerűbb magyarázat, hogy ezek esővíz-elvezetés céljából épültek, bár a meredekebb falak mentén ezek feleslegesnek tűnnek. Egy másik ötlet szerint, amit a kutatók többsége is támogat, hogy ezekbe fagerendákat helyeztek, amik fából készült harci platformokat tartottak. Egy harmadik feltételezés szerint ezeket királyi címerek kiállítására használták. Annak ellenére, hogy ma ez furcsának tűnik, a 13–14. században gyakori jelenség volt a várfalak feldíszítése úgy hadászati mint esztétikai szempontok miatt. Ugyancsak ezzel magyarázható, hogy a vár falai eredetileg fehérre voltak meszelve.

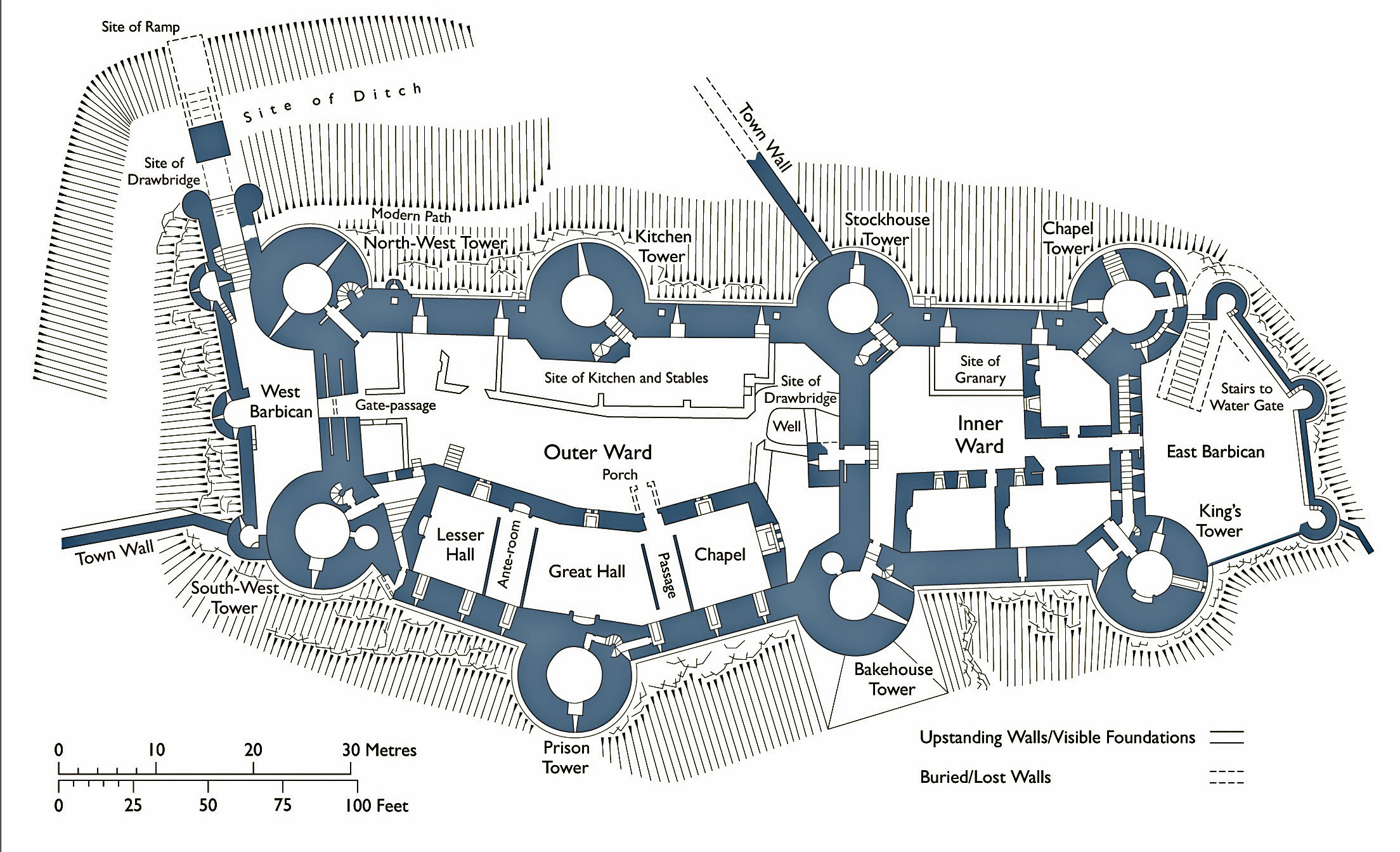
A vár alaprajza

### A külső udvar

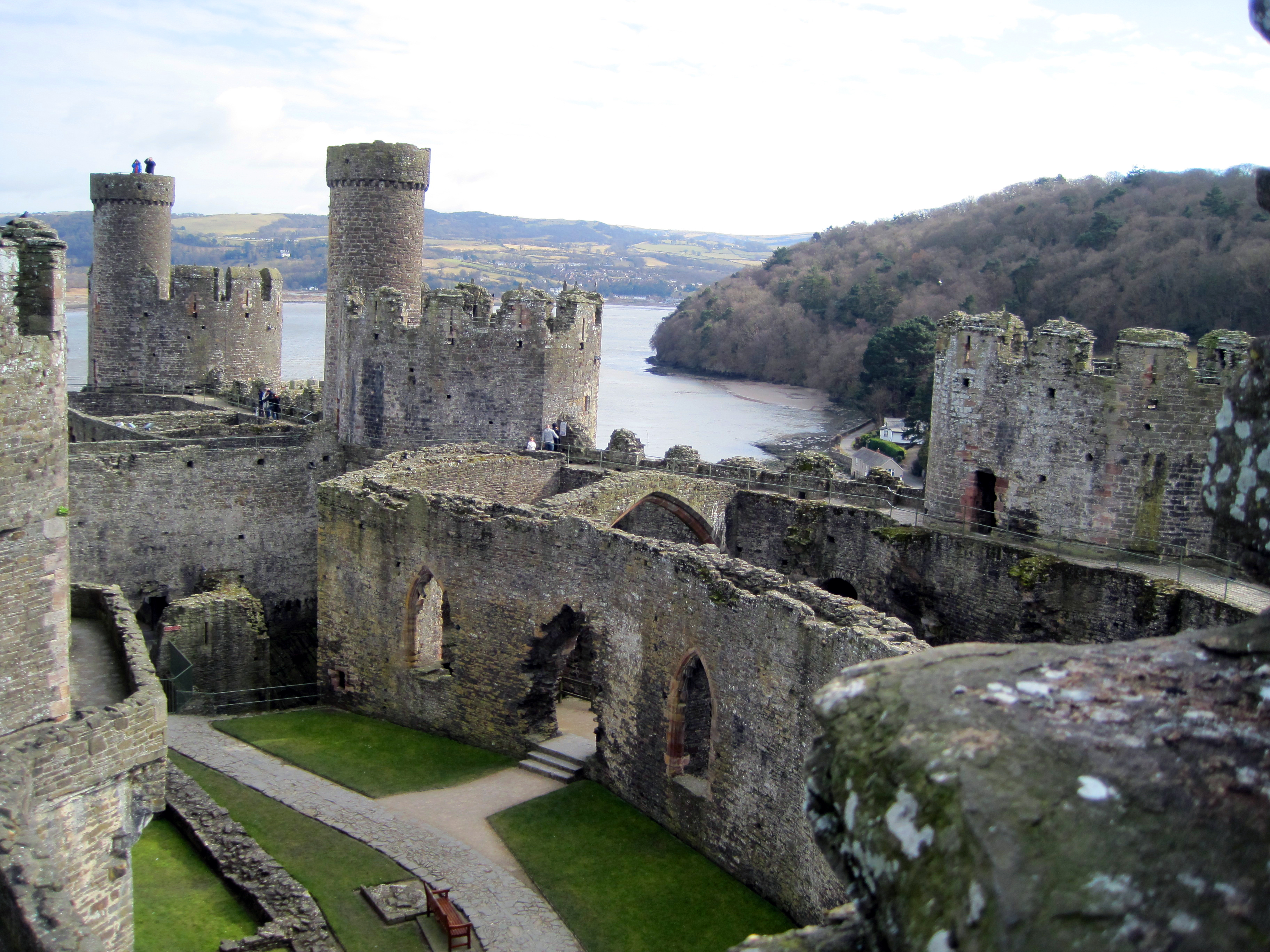
A külső udvar a nagy csarnok és a kápolna maradványaival

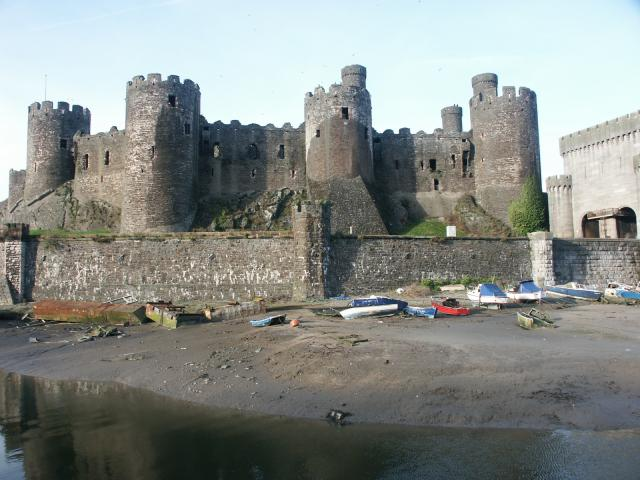
A vár a folyópartól nézve

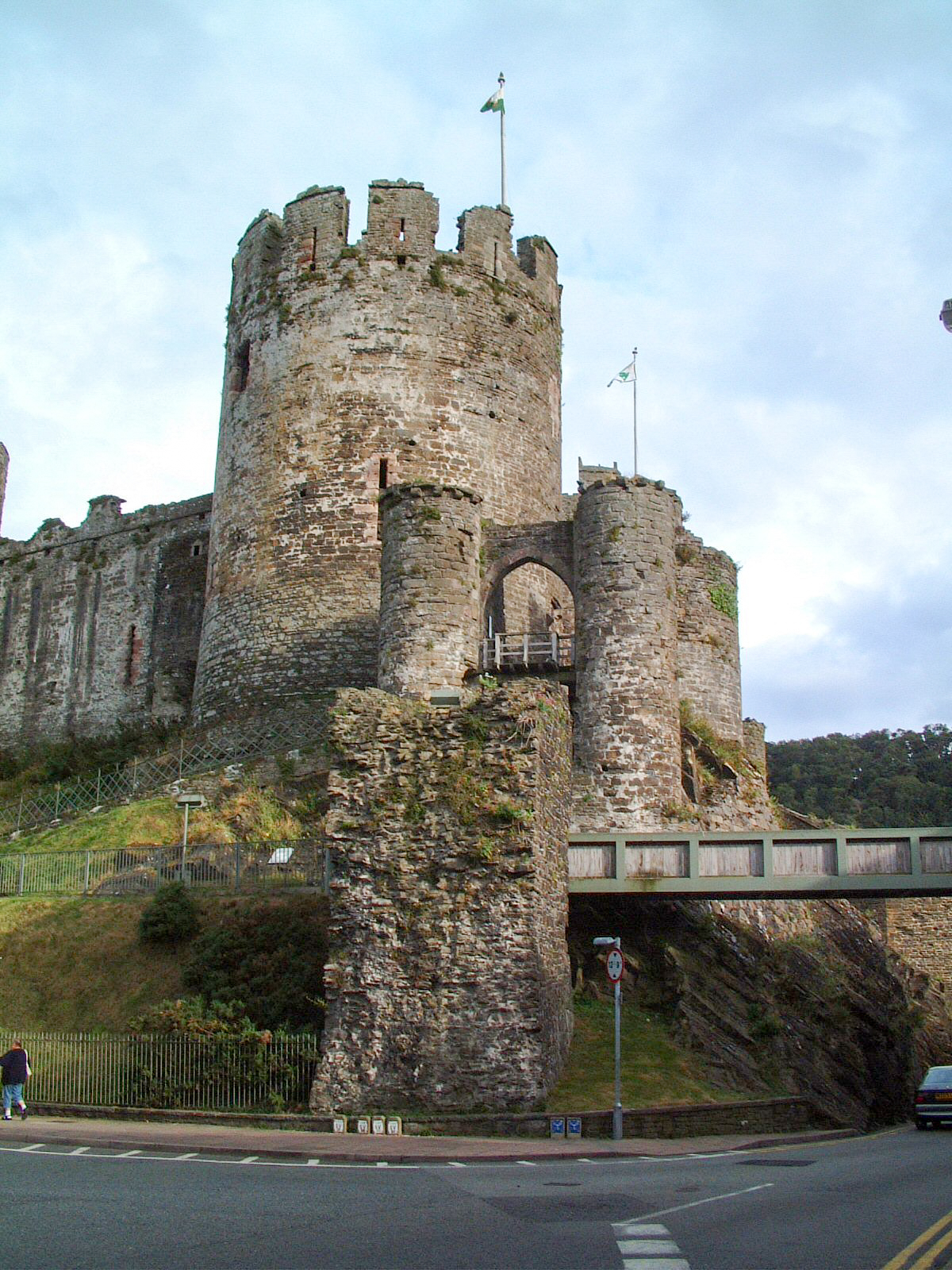
Az északnyugati torony

A modern látogatóközponttól egy kanyargós gyalogút vezet a vár legkülsőbb kapujához. A középkorban a megközelítése sokkal közvetlenebb volt, egy meredek út vezetett a mai Castle Street irányából a várárokig. Ennek a kövezett útnak mindössze csak egy rövid szakasza maradt fenn. A várárkon át egy fa felvonóhíd segítette a közlekedést. A mai útvonal az egykori felvonóhíd alatt vezet. A középkori külső kaput hullórostély védte, ennek nyomai mai napig észrevehetők. A külső kapu szabadtéri volt, mindössze a rostély emelőszerkezetét védte egy, a kapu íve fölé épített kis szoba. Ezt két oldalról, kőlépcsőkön lehetett megközelíteni. A kaput két fiatorony szegélyezte, amelyek bőven helyet adtak egy-egy őrszemnek, de a vár védelme szempontjából jelentéktelenek voltak. A kaput egy keskeny udvar követi, az úgynevezett nyugati barbakán, amely a vár két hatalmas nyugati tornyának árnyékában feküdt. A barbakánnak nagy harcászati jelentősége volt, ugyanis az ostromló seregeket beszoríthatták a külső kapu valamint a vár tulajdonképpeni nyugati bejárata közé. Még békeidőben is félelmetesnek tűnt a bejárás a várba. Kiemelt jelentőségű a két torony közötti fal gyilokjárója, amely kilóg a fal síkjából. A várvédőknek innen tökéletes lehetősége volt az ostromlókat kisebb-nagyobb lövedékekkel bombázni. Ezt a gyilokjárót tartják az egyik legrégebbinek és leghivalkodóbbnak Nagy-Britanniában. Magának a várnak a bejáratát keresztgerendák védték, egy hullórostély valamint egy befelé nyitható, reteszelhető fakapu.
A külső udvar a legnagyobb a conwyi vár két udvara közül. Manapság tágas füves udvar képét mutatja, a középkor során viszont szűk, épületekkel szegélyezett tér volt. Annak ellenére, hogy rendkívül zsúfolt volt, mégis ez volt a vár életének a szíve, szemben a csendesebb belső udvarral, amely a király magánlakosztályait is magába foglalta. A vár belső felosztása a caernarfoni várét tükrözi, bár ott a melléképületek soha nem készültek el.
A nyugati oldal két tornya ma egymástól jól elkülöníthető, de a korábbi évszázadokban, az akkor szokásoknak megfelelően össze voltak kötve és egy hatalmas kaputornyot alkottak. Ennek maradványait 1627-ben bontották el. Ez a többszintes összekötő épület magába foglalta a kapus szobáját, de a hullórostély mechanizmusának szobáját is. A két nyugati torony kialakítása azonban nem volt szimmetrikus, bár mindkettő rendelkezett két szintes lakosztályokkal, a déli mégis jobban felszerelt volt kandallókkal és latrinákkal.
Az északnyugati torony az egykori kapusszobából volt megközelíthető. Földszinti helyiségeit raktárként használták, míg emeleti szintjein gyengén felszerelt lakosztályok voltak. Ezzel szemben a délnyugati toronynak külön bejárata volt az udvarról és felszereltségét tekintve valószínűleg magasabb rangú tisztek, elöljárók szálláshelye lehetett, akár a várkapitányé. Ezt azonban megcáfolni látszik a közös illemhelyek jelenléte, ami arra utalhat, hogy talán a várvédők szálláshelyeként működhetett. A délnyugati torony földszintjén működött a sütöde. A torony tetején fennmaradtak az egykori pártázat részei is valamint a vízköpők is. A tornyot borító tetőről nem maradt fenn adat, ám a pártázat csúcsdíszei miatt valószínűleg nem voltak csúcsos, kúpos szerkezetűek, hanem inkább alacsonyak.
A külső udvar déli oldalán a falnak támaszkodva több építmény maradványa is látható. A kétszintes épületegyüttes bejárata a keleti oldal felől egy fakapu volt. A helyiségek ablakai az udvarra néztek, alattuk pincéket vájtak a sziklába. Az épület eredetileg két nagyobb helyiségre volt osztva. Egy 1343-ból származó dokumentum szerint itt volt a király nagy fogadócsarnoka valamint alatta a borospince. A keleti részét az építménynek a későbbiekben átalakították kápolnává s ennek jobb megvilágítása érdekében két ablakot vágtak a déli falba. A kápolnát a többi helyiségtől valószínűleg egy fából készült fal választotta el. Az építmény központi része a nagy csarnok, amelyek a kor szokásai szerint ünnepségek, fogadások szervezésére használtak, de itt fogadták az audienciára jelentkezőket is. Egy 1284-ből származó dokumentum tanúsága szerint a várkapitány itt tartotta a bírósági eljárásokat. Ez utóbbival van összefüggésben, hogy a csarnokból elérhető úgynevezett börtöntorony volt a legbiztonságosabb és legvédettebb. A megtalált kandallók száma alapján valószínűsítik, hogy két további szoba is volt az épületben, egy várószoba valamint egy kisebb csarnok. Valószínűleg ezek közül az egyik volt az éléskamra amire egy 1246-ból származó dokumentum utal. Ezen az épületrészen követhető a legjobban nyomon a tetőszerkezet építésének története. Az eredeti, fagerendák által tartott ólomtetőt 1346-47-ben Henry of Snelston építőmester ajánlására átépítették kőből boltíves tartószerkezettel. A boltíveket cheshire-i homokkő lapokkal fedték be. A nyolc boltívből mindössze egy maradt fenn.
A nagy csarnok déli oldalán emelkedik a vár legdélebbi tornya, az úgynevezett börtöntorony, amelynek felső szintjein – részben nevét meghazudtolva, kényelmes lakosztályok voltak kialakítva, saját kandallókkal. Az alsóbb szintek viszont már megerősített és kívülről zárható helyiségekre voltak osztva. A zárkák méretéből és biztonsági felszereltsége alapján azt valószínűsítik, hogy inkább csak kisstílű bűnözőket tartottak fogva rövid ideig. A legsötétebb része a börtöntoronynak a földszint alatti 3,1 méter mély sötétkamra, amelybe valószínűleg kötélen eresztették le a bűnözőket.
A külső udvar északi részét, szemközt a nagy csarnokkal a konyha illetve az ezt kiszolgáló épületek foglalták el. Ezek az északi falnak támaszkodtak. Az 1343-as felmérés szerint itt volt a konyha, sörfőzde, sütöde, minden egy tető alatt. I. Eduárd udvartartása két csapat konyhai személyzetet foglalt magába: az egyik kizárólag a királynak főzött, míg a másik a kisegítő személyzetnek. A király saját konyhája a belső udvarban volt, közel a királyi lakosztályokhoz. A konyha épületének történetéről kevés információ maradt fenn, tudni viszont, hogy 1627-ben teteje beomlott, és ezt követően istállóvá alakították át. Mára nagyon kevés elem maradt fenn az épületből, jobbára az alapok. Valószínűleg volt egy emeleti része is. Az épület mögötti torony alsó szintjei raktárnak voltak kialakítva, felsőbb szintjei lakóhelyiségeknek. Ez az úgynevezett konyhatorony.
A vár két udvara közötti elválasztó fal és kapu jelentősen meg volt erősítve, valószínűleg a belső udvaron található királyi lakosztályok minél jobb védelme érdekében. A kapu előtt egy árok volt, amelyen át egy felvonóhíd vezetett a kapuhoz. Ezt két kisebb torony védte két oldalról. Az eredeti kialakításról nem maradtak fenn skiccek, adatok, emiatt nehezen rekonstruálható, de tudott, hogy a felvonóhíd még az 1520-as években is létezett, amikor Dafydd ap Tudur Llwyd elrendelte annak felújítását. Az árkot valószínűleg az 1532-es felújítás során töltötték fel kaviccsal. A bejárat előtt áll a vár egyetlen kútja (27 méter mély). Az eredeti kútház már nem áll, valószínűleg a 17. században bontották el.

### A belső udvar

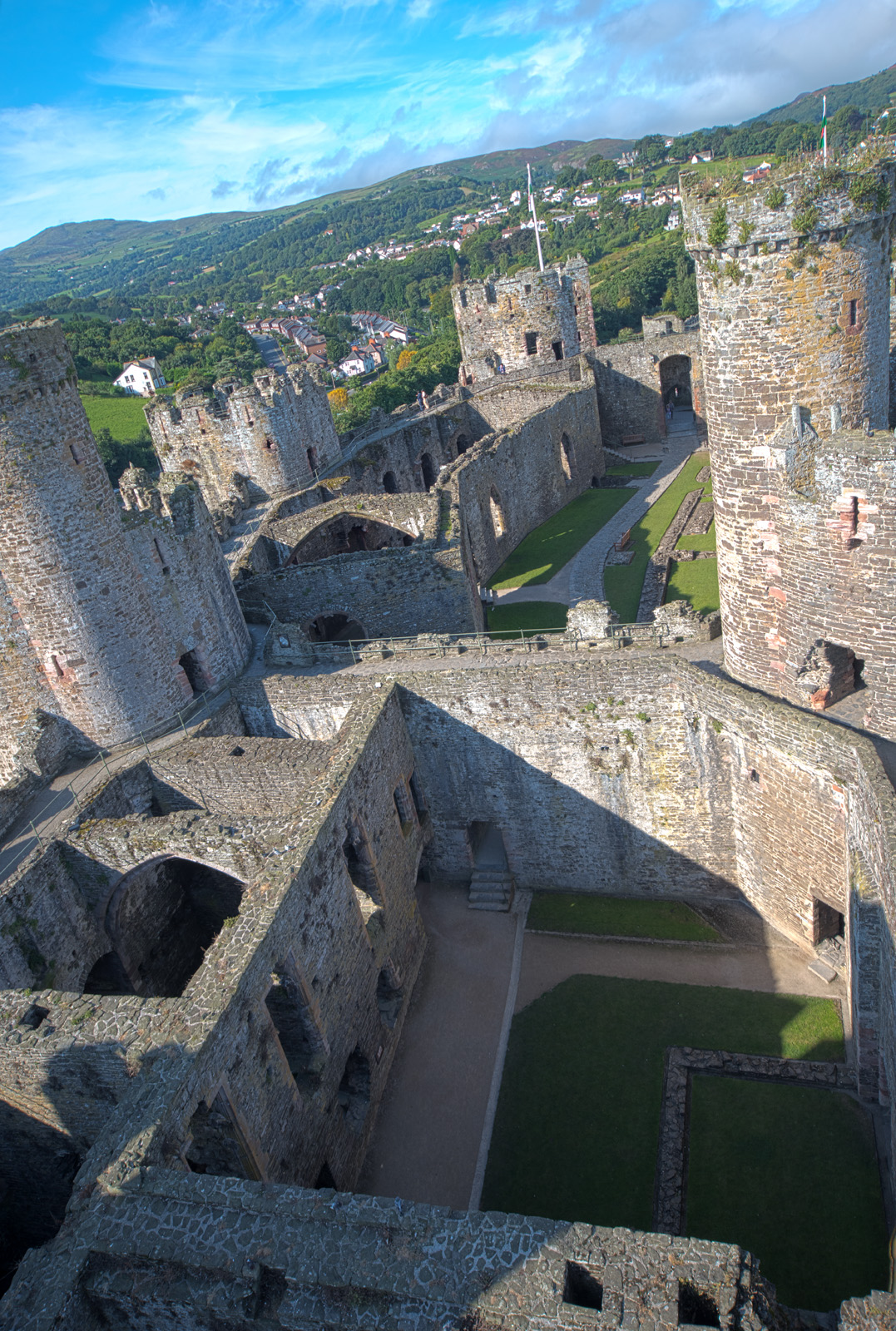
A belső udvar és építményeinek maradványaival

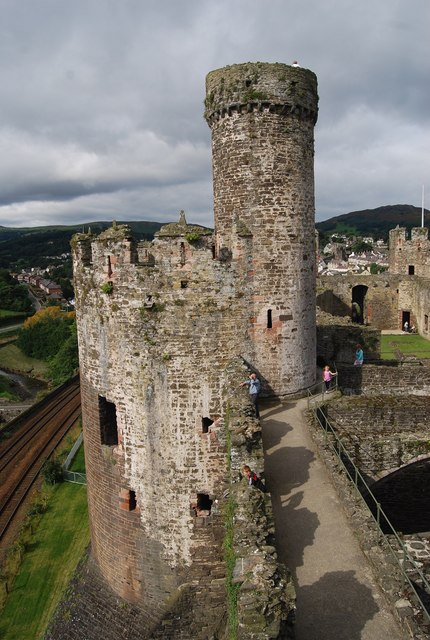
Sütödetorony

A középső kapun át megközelíthető belső udvarban alakította ki James of St George építőmester I. Eduárd angol király magánlakosztályait. Ebben az udvarban csak a király legközelebbi emberei tartózkodhattak, de itt voltak az udvari tisztek lakóhelyiségei is, valamint a király magánkonyhája és ennek raktára. A kétszintes lakosztályok az udvar déli és keleti részét foglalták el. A keleti épületrész mindössze egy nagy csarnokból állt, míg a déli két részre volt osztva. Az emeletek között falépcsők biztosították az összeköttetést. A királyi lakosztályoknak közvetlen kapcsolata volt a vár belső udvara három masszív tornyával. A legutóbbi kutatások szerint ezekben a személyzet volt elszállásolva és nem a királyi pár. A közlekedő kialakítása úgy volt megoldva, hogy a szolgálók ne zavarják a királyt és királynét. Az északkeleti toronyban egy kápolnát alakítottak ki a királyi udvar számára. A negyedik torony, amely nem állt közvetlen kapcsolatban a királyi lakosztályokkal az úgynevezett raktártorony. Az összes korabeli vár közül a királyi lakosztályok a legjobban ebben a várban maradtak fenn. Mindamellett, hogy rengeteg elem megmaradt az épületekből, rendkívül bő a fennmaradt dokumentációs anyag is, így részletes betekintést ad a korabeli királyok és várak életébe. Mivel azonban Conwy távol esett az angol udvartartás központjától, csak ritkán vették igénybe.
A király nagy szobája a legnagyobb helyiség a belső udvarban. A keleti traktus első emeletét foglalta el és valószínűleg egy külső, fedett falépcsőn keresztül volt elérhető. Kialakítása Henry of Oxford nevéhez fűződik. Ebben a helyiségben, csarnokban fogadta a király a vendégeit, és itt tartotta fogadásait távol a vár külső udvarának nyüzsgésétől. VIII. Henrik idejében csarnoknak nevezték, bár jellege ezt megcáfolja. A helyiségben a nyugati fal mellett egy kandalló állt. Egyetlen nyugat felé nyíló ablakát andráskeresztek díszítették. Eredetileg fa tetőszerkezete volt, amit az 1340-es években kő boltívekre cseréltek. Kelet felé három ablaka volt, rálátással a folyóra. A helyiség alatti boltíves csarnokot az 1627-es leírás szerint raktárnak, éléskamrának használták, bár volt benne egy kandalló is. Az északkeleti sarkából átjárás volt a kápolnába.
A kápolna a vár egyik leghangulatosabb és legszebb helyisége kiváltképpen az 1966-os felújítása óta. Udvari látogatások idején nem a vár káplánja, hanem inkább a király sajátja celebrált itt, s emiatt ritkán használták. Az 1627-es felmérés szerint a vár egyik legjobb állapotban fennmaradt helyisége volt. 18. századi történészek sokáig I. Eduárd feleségének Eleonórának budoárjaként tartották számon, bár ennek semmi történelmi alapja. A kápolnát résablakok világították meg, falaiban fülkéket alakítottak ki a papság számára. Két kisebb helyiség nyílt belőle: a gardrób és a sekrestye. A kápolnának volt egy második szintje is, amely a bejárat melletti keskeny lépcsőn át volt megközelíthető és amely egy diszkrét páholyhoz vezetett, ahonnan a király nyugodtan végigkövethette a misét. Érdekessége, hogy külön illemhellyel rendelkezett.
A 19. századig úgy tartották, hogy a vár délkeleti tornya, az úgynevezett királytorony I. Eduárd magánlakosztályaként épült fel. Sokkal valószínűbb azonban, hogy az udvari hivatalnokok elszállásolását szolgálta, földszintjén pedig konyha volt, amely átnyúlt a déli traktusba. Mindezt annak alapján valószínűsítik, hogy a különböző helyiségeket szűk, sötét folyosók kötötték össze, másrészt a torony felsőbb szintjein levő helyiségek fűtetlenek voltak.
A déli traktus földszintjén voltak a királyi konyhák. Erről egy 1627-ből származó dokumentum tanúskodik. A nyugati falán található kandalló a vár legnagyobbja volt. A déli oldalon található ajtót pedig valószínűleg a szemét és a maradékok eltakarítására használták a vár alatti árokba.
A konyhák feletti szobát azonosítják a történészek a korabeli dokumentumokban szereplő I. Eduárd hálószobájaként. A szoba fűtését egy kandalló biztosította és külön illemhellyel rendelkezett. A 16. századtól kezdődően kettéosztották, s egyik részét fogadószobává alakították át. Az 1627-ből származó dokumentum trónteremként tünteti fel. Akárcsak az első udvar épületeinél, itt is jelentős átalakításokat végeztek, s 1346-47-ben a tartószerkezetet átcserélték fáról kőre. A hálószobának kapcsolata volt a királytoronnyal így szükség esetén észrevétlenül el lehetett hagyni a helyiséget.
A sütödetorony ezen a nevén a 16. század óta ismert. Nevét a földszintjén található óriási kemencéről kapta. Mivel szerkezetében egy óriási repedés található, nevezik még „repedt toronynak” is. Ez valószínűleg 1655-ben keletkezett, amikor a várat leszerelték, meggyengítve védelmi elemeit. A veszélyesen megrongált tornyot 1887-ben építették újjá.
A bilincstorony, a belső udvar északnyugati tornya eredetileg börtönként szolgált, nevét a bilincseiről kapta. Említése ezen néven 1519-ből származik, s valószínűsítik, hogy eredetileg raktárként szolgált.
A belső udvart egy kis átjáró köti össze a keleti barbakánnal, amely tulajdonképpen egy folyóra néző kis udvar. A 14. századtól a várral kapcsolatos dokumentumok tanúsága szerint a vár egykori kertje volt itt.